# Zbigniew Korosadowicz
Zbigniew Korosadowicz (ur. 12 grudnia 1907 w Krakowie, zm. 2 czerwca 1983 w Zakopanem) – geograf, taternik, naczelnik TOPR.

## Życiorys
Ukończył studia geograficzne na Uniwersytecie Jagiellońskim. Po studiach osiedlił się w Zakopanem i pracował jako nauczyciel w gimnazjum (1934–1939), a po wojnie jako wykładowca miernictwa (geodezja) w zakopiańskim Technikum Budowlanym (1945-71).
Przed wojną należał do czołówki polskich taterników. Do jego ważniejszych pierwszych wejść zaliczają się:
- środkowa część północnej ściany Żabiej Turni Mięguszowieckiej (1932),
- południowo-wschodnia ściana Kołowego Szczytu (1931),
- północno-wschodnia grzęda Mięguszowieckiego Szczytu Wielkiego (1935),
- wschodnia ściana Łomnicy (1935),
- północna ściana Małego Młynarza (1935),
- północna ściana Jaworowego Szczytu (zima 1933),
- północna ściana Małego Kieżmarskiego Szczytu (zima 1933),
- północna ściana Mięguszowieckiego Szczytu Wielkiego (zima 1936).

Wspinał się także poza Tatrami między innymi w Alpach i w Atlasie.
W 1936 został członkiem TOPR, w 1940 na polecenie niemieckich władz zorganizował i jako kierownik prowadził TOPR pod nazwą Tatra-Bergwacht. Również po wojnie przez krótki czas był kierownikiem TOPR. W sumie poprowadził 68 wypraw ratunkowych.
Do historii polskiego ratownictwa górskiego przeszła wyprawa ratunkowa po rannych partyzantów w Dolinie Zuberskiej w lutym 1945, którą kierował Korosadowicz. Akcja była niebezpieczna, gdyż Niemcy kontrolowali jeszcze wtedy tę część Tatr (m.in. ufortyfikowali polanę Zwierówka oraz rozlokowali w terenie gniazda karabinów maszynowych). Ta dramatyczna wyprawa, zakończona sukcesem, była później wielokrotnie nagłaśniana. Poświęcono jej polskie filmy Błękitny krzyż (1955) w reżyserii Andrzeja Munka i Na ratunek (reż. Krzysztof Pol) oraz czechosłowacki Biela tma.
Zmarł w 1983 podczas wycieczki w Tatry. Pochowany został na Cmentarzu Zasłużonych na Pęksowym Brzyzku w Zakopanem (sektor P-III-18).

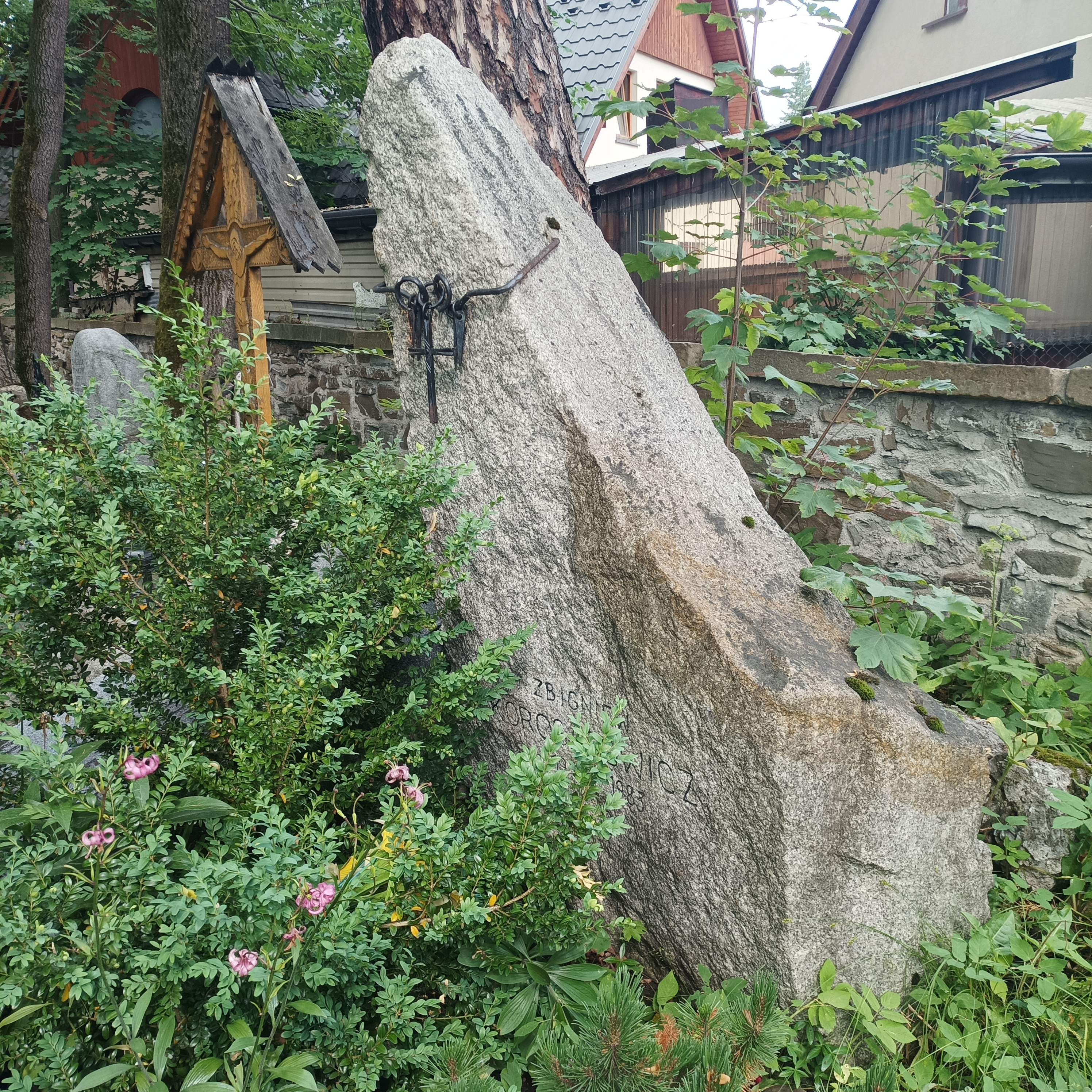
Grób Zbigniewa Korosadowicza na Cmentarzu Zasłużonych na Pęksowym Brzyzku

Jego młodszym bratem był Janusz – wieloletni działacz PTTK.

## . W 2025 roku ukazała się książka mu poświęcona "Korosadowicz. Biografia do końca górska" autorstwa Wojciecha Bajaka.￼liografia
- Zofia Radwańska-Paryska, Witold Henryk Paryski: Wielka encyklopedia tatrzańska. Poronin: Wydawnictwo Górskie, 2004. ISBN 83-7104-009-1. Brak numerów stron w książce